# Копланд (филм)
„Копланд“ (на английски: Cop Land) е американска криминална драма от 1997 г. на режисьора Джеймс Манголд по негов сценарий. Във филма участват Силвестър Сталоун, Харви Кайтел, Рей Лиота и Робърт Де Ниро.